# I Like Trains
I Like Trains (скорочено iLT, раніше назва записувалась «iLiKETRAiNS») — пост-рок гурт із Англії, музика якого, являє собою меланхолійні пісні із баритоновим вокалом та інколи хоровим співом. За час свого існування гурт випустив два EP та два студійні альбоми. Їхні пісні використовувались у ряді трейлерів до фільмів, а також у серіалах (зокрема у 4 епізоді 8-го сезону CSI: Miami).

## Історія гурту
Гурт був сформований у 2004 році. Гітаристи iLT — Девід Мартін та Ґай Банністер були знайомі ще з дитинства, оскільки вони разом ходили до школи в маленькому містечку у Вустерширі, де за словами Девіда «було нічого робити крім як грати рок-н-рол» (англ. there was nothing to do except for playing the rock and roll). Пізніше вони перебрались до Лідсу навчатись в університеті, там через друзів познайомились із барабанщиком Саймоном Фоґалом та басистом Елістером Бовісом..
Перші сингли було записано і видано у 2005 році. Перша ж велика студійна робота була втілена на дебютному EP Progress Reform, який було представлено на CD у червні 2006 р.
Починаючи із квітня 2006 року iLT періодично організували вечори SiGNAL FAiLURE у лідському клубі The Brudenell Social Club. Метою цих вечорів було ознайомити публіку рідного міста колективу із цікавими англійськими виконавцями, з якими учасники iLT знайомились мандруючи країною.. На запрошення гурту до Лідсу приїжджали такі виконавці як Youthmovies, Blood Red Shoes, The Strange Death of Liberal England, Josh T. Pearson та The Early Years..
Подальша праця музикантів народила вже повноцінний студійний альбом, що отримав назву Elegies to Lessons Learnt. Його було записано на студії звукозапису Beggars Banquet, і видано 1 жовтня 2007 р.
Після недовготривалого затишшя довжиною більше року, у грудні 2008-ого  вийшов наступний ЕР The Christmas Tree Ship, що відрізняється від решти творчості колективу відсутністю вокалу.
У 2010 році I LIke Trains залишились без лейблу, оскільки Beggars Banquet перестав існувати. Після переговорів із кількома іншими лейблами гурт вирішив видати новий альбом самостійно. Проте, зв'яку з такими змінами вони були змушені розпрощатись з одним із учасників — Ешлі Діном, котрий займався створенням анімаційних кліпів та оформленням альбомів. За словами самого Ешлі «...вони хотіли почати все спочатку, і, мабуть, подумали, що це надто велика розкіш мати власного кіномеханіка як повноправного члена гурту» (англ. they wanted a new start, and I think they thought it was a bit of a luxury to have a projectionist as a full time member of the group). У жовтні 2010-го року iLT видали на власному лейблі ILR наступний альбом He Who Saw the Deep. Кошти на випуск альбому гурт отримав за допомогою он-лайн платформи Pledge Music, яка дозволяє фанам фінансувати нові записи або інші музичні проекти улюблених виконавців. Необхідну суму гурт назбирав за 24 години, завдяки внеску восьмисот шанувальників.

## Вплив інших виконавців на творчість iLT
Як стверджує Девід Мартін, великий вплив на звучання I Like Trains мали такі відомі пост-рокові гурти як Godspeed You! Black Emperor та Sigur Rós. Дуже важливою частиною музики iLT є характерний баритоновий вокал Девіда Мартіна, за словами самого виконваця, його манера співу сформувалась під впливом музки Ніка Кейва, а після виходу Elegies to Lessons Learnt Девід також захопився вокалом Мета Берінджера із The National. У кожній композиції гурт намагається розповісти окрему історію, такого стилю написання текстів до пісень учасники колективу вчились у того ж Ніка Кейва, а також у Стівена Патріка Морріссі.

## Тематика текстів
Однією із визначальних характеристик I Like Trains є специфічні теми текстів композицій, через які гурт інколи називають «library rock» (бібліотечний рок). У піснях із EP Progress Reform та альбому Elegies to Lessons Learnt розповідається, в основному, про більш чи менш відомі історичні події чи персонажів. При чому ці історії зазвичай досить трагічні і розповідаються від першої особи. Учасники гурту пояснюють історичну тематику тим, що вони хочуть звернути увагу людей на помилки минулого, щоб ці помилки не повторювались у майбутньому.
Тематика деяких композицій із Progress Reform:
- «Terra Nova» — розповідає про експедицію 1912 року Роберта Скотта на Південний полюс, куди він разом зі своїми чотирма колегами прийшов другим після Амундсена, а на зворотному шляху всі учасники експедиції загинули;[8]
- «No Military Parade» — у цій композиції йдеться вже про Амундсена та події після антарктичної експедиції;
- «A Rook House for Bobby» — розповідає про шаховий матч Боббі Фішера проти Бориса Спаського у Югославії. Після цього матчу американський шахіст не зміг повернутись на батьківщину;
- «The Beeching Report» — розказує про наслідки доповіді доктора Бічінга про реформи англійської залізниці (англ. «The Reshaping of British Railways»), через яку Велика Британія втратила 6 тис. миль залізничних доріг, а 4,5 тис. людей залишились без роботи у 1960-х роках.[9]

Тематика композицій із Elegies to Lessons Learnt:
- «We All Fall Down» — про епідемію чуми 1665 року у селі Ім у Дербіширі, під час якої загинуло 260 людей і тільки 83 вижили;
- «Twenty Five Sins» — про Велику лондонську пожежу 1666 року;
- «The Deception» — розповідає про Дональда Краугерста (англ. Donald Crowhurst), що брав участь у Sunday Times Golden Globe Race — навколосвітніх перегонах на яхтах. Зазнавши труднощів на перших етапах змагання, він вирішив вдатись до шахрайства. Проте під час рейсу Краугерст пропав безвісти, можливо, через те, що збожеволів і вчинив суїцид;[10]
- «The Voice Of Reason» — про Джеймса Гетфілда, котрий у 1800 році вчинив спробу вбивства короля Англії Георга ІІІ;
- «Death Of An Idealist» — про члена британського парламенту Джона Стоунгауза, який сфальсифікував власну смерть, щоб уникнути відповідальності за великий борг, і жив в Австралії, поки його не знайшов Інтерпол;
- «Remnants Of An Army» — про Вільяма Брайдона — єдиного європейця, що вижив після різанини Елфінстоунової армії в Афганістані 1842 року;
- «We Go Hunting» — про Самуеля Перріса, що був пуританським священиком Салемі, Массачусетс під час Судового процесу над салемськими відьмами, а також батьком однієї із дівчаток, що захворіли;
- «Come Over» — про Конрада Шуманна — 19-літнього солдата НДР, що охороняв Берлінську стіну, яку тільки почали будувати. Він чув і бачив, як люди із Західного Берліна, зібравшись по іншу сторону, кричали нім. Komm rüber! (англійською «Come over!»). Тоді молодий солдат перестрибнув колючий дріт над стіною і опинився у ФРН;
- «Spencer Perceval» — розповідає історію про вбивцю англійського прем'єр-міністра Спенсера Персиваля — Джона Белінґема.

## Учасники гурту
- Ґай Банністер (англ. Guy Bannister) — гітара, клавішні, вокал
- Елістер Бовіс (англ. Alistair Bowis) — бас-гітара, синтезатор, бек-вокал
- Саймон Фоґал (англ. Simon Fogal) — ударні
- Девід Матрін (англ. David Martin) — гітара та головний вокал

## Дискографія

### Альбоми / ЕР
- Progress Reform EP (26 червня 2006);
- Elegies to Lessons Learnt (1 жовтня 2007);
- The Christmas Tree Ship EP (24 грудня 2008);
- He Who Saw the Deep (4 жовтня 2010).

### Сингли
- Stainless Steel (1 січня 2005);
- Before The Curtains Close (4 липня 2005);
- A Rook House For Bobby (17 жовтня 2005);
- Terra Nova (29 травня 2006);
- Spencer Perceval (26 березня 2007);
- The Deception (10 вересня 2007);
- We Go Hunting (1 квітня 2008);
- Sea Of Regrets (12 жовтня 2009).